# 小幡高政
小幡 高政（おばた たかまさ、1817年12月26日（文化14年11月19日） - 1906年（明治39年）7月27日）は、幕末の長州藩士。明治時代の官吏。実業家。銀行家。宇都宮県参事、小倉県参事、同権令。諱は高政、通称は又介、蔵人、図書、彦七、雅号は缾山、并山。本姓は祖式。

## 経歴
長州藩士。祖式正良の子として周防国吉敷郡恒富村（山口県吉敷郡黒川村、平川村を経て、現山口市）に生まれ、1844年（弘化元年1月）小幡定一の養子となる。1850年（嘉永3年8月）家督を相続し、非常手当表番頭、1851年（嘉永4年）大組物頭弓頭役、1856年（安政3年）手廻物頭鉋砲頭役、1858年（安政5年）萩町奉行役、江戸留守居役などを歴任した。
1862年（文久2年）公武間周旋御内用掛として江戸、京都間を往復。1864年（元治元年10月）一旦辞職したが、1865年（慶応元年）三田尻頭人役、1866年（慶応2年）表番頭として北第五大隊総督用掛を務め、長州征討では芸州口に出陣した。
1867年（慶応3年）郡奉行となり、1868年（明治元年）民政主事、1869年（明治2年）社寺主事、祭祀少参事、1870年（明治3年）社寺改正署掛となり、1871年（明治4年10月）新政府に出仕し少議官に任じた。
同年11月、宇都宮県参事、ついで1873年（明治6年）2月、小倉県参事に転じ、11月に同県権令に進んだ。1876年（明治9年）3月、官を辞し、萩に戻り産業の奨励に努め、ナツミカンの栽培に尽くした。ほか、第百十銀行頭取を務めた。